# Marnixkade (Amsterdam)
De Marnixkade in de Amsterdamse Jordaan is een kade die grotendeels parallel aan de Marnixstraat loopt en de oostelijke oever vormt van het noordelijk deel van de Singelgracht. De overzijde van diezelfde gracht wordt gevormd door de Nassaukade.
De drie delen van de Marnixkade sluiten niet rechtstreeks op elkaar aan. 
- Het noordelijk deel, Marnixkade 1 tot 31, ligt tussen Marnixstraat 2 (bij de Brouwersgracht) en Marnixstraat 44 (bij het Eerste Marnixplantsoen); dit gedeelte van de Singelgracht verbindt het Westerkanaal en de Kattensloot en maakt deel uit van de Staande Mastroute
- Het tweede deel, Marnixkade 33 tot 74, ligt tussen het Eerste Marnixplantsoen en het Marnixplein
- Het derde deel, Marnixkade 75 tot 113, ligt tussen Marnixstraat 106 (naast zwembad het Marnix) en het Tweede Marnixplantsoen (bij de Raampoort).

Ter hoogte van Marnixkade 9 ligt de Eerste Marnixdwarsstraat, de Tweede Marnixdwarsstraat bij nummer 60. De Nieuwe Gietersstraat, Nieuwe Tuinstraat, en Nieuwe Egelantierstraat liggen respectievelijk aan de Marnixkade 72, 93 en 109.
De Korte Marnixkade ligt tussen het Haarlemmerplein en de Korte Marnixstraat 18.

## Eerste bebouwing
De Marnixkade is aangelegd op de Schans, die deel uitmaakte van de stadswallen. In de 19e eeuw lag hier een van de weinige groenstroken aan de rand van de dichtbevolkte stad. In de tweede helft van de 19e eeuw maakte de gemeente Amsterdam bebouwing mogelijk, onder druk van de enorme behoefte aan bouwgrond voor woningbouw en stedelijke voorzieningen. De aannemer J.F. Schutte kreeg toestemming om vier grote woonblokken te bouwen aan weerszijden van het Eerste Marnixplantsoen: aan de westzijde, de kant van de Singelgracht, bouwde hij middenstandswoningen en aan de oostzijde eenkamer-arbeiderswoningen. Andere percelen werden toegewezen aan aannemers en particulieren die er revolutiebouw neerzetten. In 1872 was er grote onvrede onder slecht behuisde arbeidersgezinnen over al deze nieuwbouw. Zij hadden gedacht dat het weinige groen in de buurt van de Jordaan zou worden opgeofferd aan uitsluitend arbeiderswoningen, waardoor er niet meer zoveel mensen opeengepakt in ongezonde omstandigheden hoefden te wonen. Bijna alle woningen waren echter onbetaalbaar voor de meeste mensen uit de arbeidersklasse. De grote maatschappelijke onrust leidde in 1875 tot de oprichting van de Amsterdamsche Vereeniging tot het bouwen van Arbeiderswoningen door de gemeente Amsterdam.